# Wein Manó
Wein Manó (Hacazsel, 1860. március 9. – Budapest, 1917. szeptember 21.) sebész, műtőorvos, egyetemi magántanár.

## Élete
Wein János, a budapesti vízművek első igazgatója és Máderspach Antónia fia. Budapesten 1882-ben szerezte orvosdoktori, 1884-ben műtőorvosi oklevelét. Különösen a sebkezelés tanulmányozásával foglalkozott, Kovács József sebészeti klinikáján dolgozott. Húsz évig volt a székesfővárosnál kerületi orvos, majd 1903-ban kinevezték az Országos Betegsegélyző Egylet (az OTI elődje) sebészfőorvosává. 1907-ben egyetemi magántanári képesítést szerzett a mindennapi sebészet tárgyköréből. 1900-tól a gümőkór specifikus gyógykezelésével foglalkozott. Élénk részt vett az orvosok társadalmi mozgalmaiban, a szövetségi eszme megvalósításához írással és tettel hozzájárult. A nedves vérrög alatti seb gyógyítására és az égési sebek gyógyítására vonatkozó új eljárása keltett szakkörökben feltűnést. Felesége Vaszilievits Olga volt.

## Munkái
- A mindennapi sebészet. Számos fametszetű ábrával a szöveg közt. Budapest, 1889-1890. Két kötet. (2. egy betűrendes tárgymutatóval bőv. kiadás. Budapest, 1892.)
- A gümőkór specifikus gyógyítása különösen Marmorek-féle savóval. Budapest, 1909. Három rész. (Klinikai Füzetek XIX. 7., 8., 10.)
- A gümőkór fertőzés megállapítása és gyógyítása antitoxikus szerekkel (Budapest, 1912, németül is)